# Varde (municipio)
El Municipio de Varde (en danés: Varde Kommune) es un municipio danés creado en 2007 que pertenece a la región de Dinamarca Meridional.
El municipio se creó con la fusión de los siguientes municipios:
- Blaabjerg
- Blåvandshuk
- Helle
- Varde
- Ølgod

En la parroquia de Grimstrup (entonces parte del municipio de Helle) se celebró el 12 de abril de 2005 un referéndum para que sus pobladores decidieran entre unirse a Esbjerg o a Varde. Por 54,2 %, los votantes se inclinaron por Esbjerg.
Varde colinda al oeste con el Mar del Norte, al este con Billund y al sur con Esbjerg y Vejen. Al norte limita con el municipio de Ringkøbing-Skjern, en Jutlandia Central.

## Localidades
| Localidades más pobladas de Varde |             |                  |
| Nº                                | Localidad   | Población (2012) |
| 1                                 | Varde       | 13.416           |
| 2                                 | Ølgod       | 3.926            |
| 3                                 | Oksbøl      | 2.907            |
| 4                                 | Tistrup     | 1.415            |
| 5                                 | Nørre Nebel | 1.356            |
| 6                                 | Agerbæk     | 1.327            |
| 7                                 | Ansager     | 1.290            |
| 8                                 | Alslev      | 1.174            |
| 9                                 | Outrup      | 1.008            |
| 10                                | Janderup    | 804              |